# ويكا جنية
الويكا الجنية هو مصطلح يصف تقاليد داخل الديانة الوثنية الحديثة للويكا. وتعطي الويكا الجنية دوراً محورياً في معتقداتها وطقوسها لما تعتبره «أرواح الطبيعة». وتُعتبر المدرسة التي أسسها الكاتب كيسما ستيبانيش من أهم التقاليد في الويكا الجنية، وفيها عناصر من الميثولوجيا الإيرلندية ومن معتقدات وأساطير وتاريخ الشعوب الكلتية.